# سبورا لوكسمبورغ
سبورا لوكسمبورغ كان نادي كرة قدم في لوكسمبورغ تأسس في 1923. تم اغلاقه في 2005 وهو يعتبر الآن جزءً من نادي ريسينغ يونيون لوكسمبورغ.